# Oryctolagus
Oryctolagus este un gen de lagomorfe care astăzi cuprinde iepurele de vizuină (Oryctolagus cuniculus), precum și câteva specii acum extincte.
Numele genului provine din cuvintele ὀρυκτός (oryktos, „excavare”) și λαγώς (lagōs, „iepure propriu-zis”) din greacă veche.

## Evoluție
Oryctolagus a apărut pentru prima oară la sfârșitul Miocenului, acum circa 6,5 milioane de ani. Rămășițe fosile din mijlocul Pliocenului a dus la recunoașterea a două specii, Oryctolagus lacosti în sudul Franței și nord-vestul Italia și Oryctolagus laynensis în Peninsula Iberică. Se presupune că specia din urmă este originea speciei extante.